# Pipe Spring National Monument
Pipe Spring National Monument est un monument national américain situé dans l'État de l'Arizona aux États-Unis.